# Beck (Karikaturist)
Detlef Beck (Künstlername BECK; * 1958 in Leipzig) ist ein deutscher Cartoonist.

## Leben
Beck studierte zunächst Architektur an der Weimarer Hochschule für Architektur und Bauwesen (heute Bauhaus-Universität Weimar) und wechselte an die Kunsthochschule Berlin-Weißensee. Beide Studien blieben ohne Abschluss. Er arbeitete ein Jahr als Werbegestalter bei Konsum-Werbung Berlin. Seit 1987 ist er freiberuflich als Grafiker, Cartoonist und Illustrator tätig. Vorbilder für Beck waren unter anderem Ernst Volland und Henry Büttner. Beck gründete 1989 kurz vor dem Fall der Mauer zusammen mit Anke Feuchtenberger, Holger Fickelscherer und Henning Wagenbreth die Berliner Künstlergruppe „PGH Glühende Zukunft“.
Becks Cartoons erscheinen u. a. im Magazin Reader’s Digest, Gesundheit+Gesellschaft, Die Zeit, natur, Eulenspiegel, K-Tipp (Schweiz), taz, ver.di Publik, im Espresso Verlag und bei inkognito Berlin.
Beck hat zwei Kinder, ist verheiratet und lebt seit 2003 wieder in Leipzig, nachdem er zuvor 20 Jahre in Berlin gewohnt und gearbeitet hatte.

## Zitat
„Ich tu irgendwas Sinnloses und kann über den Sinn des Lebens nachdenken.“

## Bücher
- Wenigstens braucht man mit dir keinen Sonnenschirm, edition moderne, 2017
- Lebe deinen Traum, Lappan-Verlag, 2014
- Meister der komischen Kunst: Beck, Kunstmann-Verlag, 2011
- Wir haben ihn Ihnen höher gelegt, MaroVerlag, 2007
- Am Strand bei Windstärke 12, Carlsen Verlag, 2006
- Das erste Mal beim Aquajogging, MaroVerlag, 2006
- Schnee Schnee, Verlag Jochen Enterprises, 1998

## Auszeichnungen
- 1997: Deutscher Preis für die politische Karikatur, 2. Preis
- 1998: Deutscher Preis für die politische Karikatur, Auszeichnung
- 1999: Deutscher Preis für die politische Karikatur, Förderpreis
- 2001: Deutscher Preis für die politische Karikatur, 2. Preis
- 2001: Deutscher Karikaturenpreis, 3. Platz
- 2003: Deutscher Karikaturenpreis, 1. Platz
- 2007: Deutscher Karikaturenpreis, 1. Platz
- 2007: „Till 2007“, verliehen von der Eulenspiegel-Gilde zu Mölln
- 2012: Deutscher Cartoonpreis, 2. Platz
- 2013: Deutscher Karikaturenpreis, 1. Platz
- 2016: Deutscher Cartoonpreis, 2. Platz
- 2020: Heinrich-Zille-Karikaturenpreis der Stadt Radeburg

## Ausstellungen
- 2016: Caricatura, Frankfurt am Main[3]
- 2018: Caricatura, Kassel